# 园田孝吉

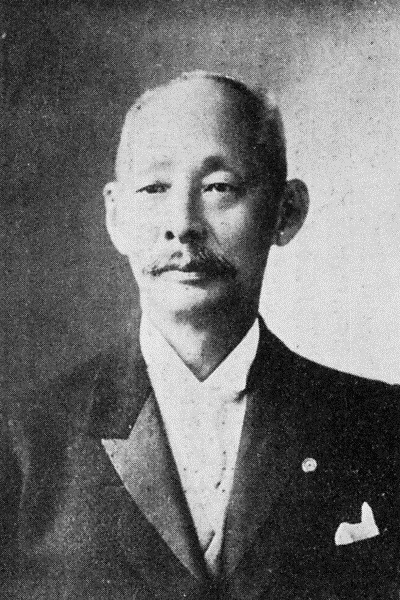
园田孝吉

园田孝吉（1848年2月23日—1923年9月1日）是一位日本外交官、企业家、男爵。

## 生平
1848年出生于大隅国太良村（现鹿儿岛县伊佐市）的一个萨摩藩士家族。父亲因士族动乱受到惩罚，被同藩士园田泽右卫门收为养子。，后进入鹿儿岛的西式学校开成所学习，和有岛武一起学习英文。。明治维新后进入大学校学习，1871年10月进入日本外務省任职。从1874年起被外派至英国担任外交官长达15年。1879年返回日本担任外务大臣井上馨的秘书，并与富永𫓯子结婚。1880年担任日本驻伦敦总领事，1889年返回日本。1890年3月经由松方正義推荐担任横滨正金银行行长。1897年4月因病辞任。。1899年担任十五银行行长，帝国仓库运输株式会社社长。1915年病情恶化辞任。
1923年9月因关东大地震在神奈川县中郡吾妻村（现二宫町）自家别墅中被压死，享年76岁。

## 荣誉
- 1893年4月11日被授予從五位[3]
- 1900年6月6日被授予正五位[4]
- 1911年8月24日被授予金杯一组[5]